# Остров Циглера

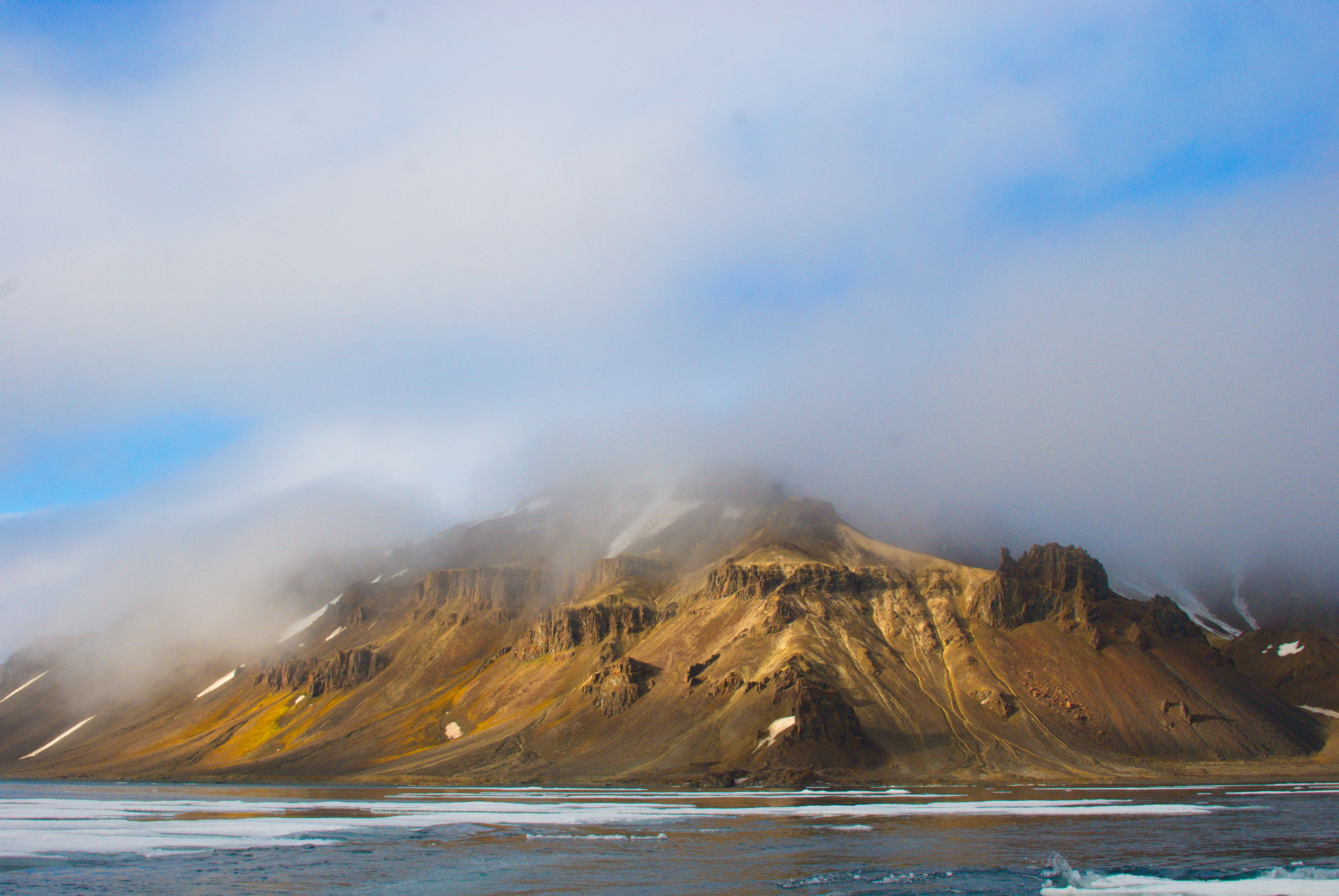
мыс Брайса, остров Циглера, Земля Франца-Иосифа

Остров Циглера — один из островов группы Зичи архипелага Земля Франца-Иосифа. Административно относится к Приморскому району Архангельской области России.
Протяжённость острова с северо-запада на юго-восток составляет 45 км. Самая высокая точка — 554 метра над уровнем моря. Площадь — 448 км².
Остров был назван в честь нью-йоркского бизнесмена Уильяма Циглера, главы экспедиции Болдуина-Циглера на Северный полюс и полярной экспедиции Циглера.
В начале века[какого?] на этом острове была создана австрийская станция наблюдения Payer-Weyprecht.